# Годзо Сіода
Годзо Сіода (яп. 塩田 剛三 Shioda Gōzō; 9 вересня 1915 — 17 липня 1994) — японський майстер бойових мистецтв. Засновник Айкідо Йосінкан.

## Життєпис
До 17 років займався дзюдо. 1932-го починає займатися в Моріхея Уєсіби. 1941-го закінчує університет. Займав адміністративну посаду впродовж Другої світової війни. Був спрямований до Китаю, Тайваню і Борнео.
1946 повернувся в Японію. 1950 розпочинає викладати айкідо, 1954 бере участь у Всеяпонській демонстрації бойових мистецтв і виграє приз за найбільш дивовижну демонстрацію. 1955 засновує Айкідо Йосінкан. 1961 отримує 9-й дан від Моріхея Уєсіби.
1983 отримує ранг «ханші» від Міжнародної федерації будо. 1985 Отримує 10-й дан («Му-дан») від Міжнародної федерації будо.
1990 засновує Міжнародну федерацію айкідо Йосінкан (AYF) разом зі своїм сином Ясухіса Сіодою. Засновує Міжнародну програму Сеншусей, щоб забезпечити якісних інструкторів. 2008 Ясухіса Сіода засновує Фундацію айкідо Йосінкан (AYF), щоб об'єднати різні об'єднання Айкідо Йосінкан як пам'ять про свого батька, що помер 17 липня 1994 року.